# Düsseldorfer Eifelhütte
Die Düsseldorfer Eifelhütte ist eine Schutzhütte der Sektion Düsseldorf des Deutschen Alpenvereins (DAV). Sie liegt in der Eifel in Deutschland. Es handelt sich um eine Selbstversorgerhütte. Sie ist ganzjährig geöffnet.

## Geschichte
Die Sektion Düsseldorf wurde am 29. Oktober 1888 in Düsseldorf als Sektion Düsseldorf des Deutschen und Österreichischen Alpenvereins (DuÖAV) gegründet. Die Klettergruppe der Sektion Düsseldorf zog es an den Wochenenden sehr oft in die Nordeifel nach Nideggen, Abenden, Blens und Hausen, um dort in den Felsen ihre Kletterfähigkeit zu erlernen und zu üben. Sie wollten für Bergtouren in den Alpen gerüstet und gut vorbereitet sein. Aber der Weg von Düsseldorf nach Düren und weiter war für einen Tag zu weit. Deshalb suchte man in der Eifel einen Stützpunkt. Oberhalb von Blens konnte man 1938 ein Grundstück erwerben. An einem Bau der Hütte vor, während und gleich nach dem Zweiten Weltkrieg war nicht zu denken. Das Haus wurde also erst am 20. Oktober 1957 fertiggestellt und eingeweiht. Nach über 20 Jahren erforderte das Haus größere Reparaturen, die Sanitär- und Waschgelegenheiten mussten erneuert werden, eine primitive Leiter in den Dachraum musste aus Sicherheitsgründen durch einen Anbau mit Treppenverbindung vom Untergeschoss bis in den Dachbodenbereich geplant werden. Im Mai 1982 begannen die Rohbauarbeiten. Das Richtfest konnte am 3. Juli 1982 gefeiert werden. Am 26. Februar 1983 konnte der neue Abschnitt des Hauses eingeweiht und seiner Bestimmung übergeben werden.

## Lage
Die Düsseldorfer Eifelhütte liegt inmitten der Nordeifel, im Dorf Blens in der Nähe der Stadt Heimbach im Kreis Düren.

## Zustieg
Es existiert ein Parkplatz am Haus.

## Hütten in der Nähe
- Duisburger Eifelhütte, Selbstversorgerhütte, (230 m ü. NHN)
- Mülheimer Eifelhütte, Selbstversorgerhütte, (185 m ü. NHN)
- Dürener Hütte, Selbstversorgerhütte, (350 m ü. NHN)
- Krefelder Eifelheim, Selbstversorgerhütte, (225 m ü. NHN)
- Kölner Eifelhütte, Selbstversorgerhütte, (214 m ü. NHN)
- Rheydter Hütte, Selbstversorgerhütte, (378 m ü. NHN)
- Eifeler Haus Vogelsang, Selbstversorgerhütte, (489 m ü. NHN)[3]

## Tourenmöglichkeiten
- Rundtour um Burg Nideggen, 16,6 km, 5 Std.
- Kleine Runde über den Berg, 8,5 km, 2,5 Std.
- Durch das Kaldenbachtal, 15,3 km, 5 Std.
- Blenser Zickzack, 18 km, 6 Std.
- Blens - Hondjesberg – Klemenzstock, 13,4 km, 4,5 Std.
- Von Blens nach Mariawald, 15,6 km, 5,5 Std.
- Felsenweg von Blens nach Zerkall, 15,5 km, 5,5 Std.
- Rund um Blens, 17,4 km, 5,5 Std.
- Fünf auf einen Streich, 14,5 km, 4,5 Std.[4]

## Klettermöglichkeiten
- Klettern in der Eifel[5]
- Klettern in der Eifel[6]

## Skifahren
- Skigebiete in der Eifel[7]

## Karten
- Eifelwandern 1 – Hohes Venn, Hürtgenwald, Rurtal: Wanderkarte mit Radwegen, Blatt 31-562, 1:25.000, Düren, Eschweiler, Kreuzau, Nideggen, Schmidt, (NaturNavi Wanderkarte mit Radwegen) Landkarte – Gefaltete Karte ISBN 978-3-96099-123-6
- Nationalpark Eifel, Wanderkarte 1:50.000, Nideggen – Monschau – Scheliden (Freytag & Berndt Wander-Rad-Freizeitkarten) Landkarte – Gefaltete Karte ISBN 978-3-7079-2043-7
- Eifelwandern 3 – Nationalpark Eifel, Rureifel: Wanderkarte mit Radwegen, Blatt 31-561, 1:25.000, Gemünd, Heimbach, Monschau, Rursee, Schleiden, (NaturNavi Wanderkarte mit Radwegen) Landkarte – Gefaltete Karte ISBN 978-3-96099-125-0